# Hugues Broussard
Hugues Broussard (* 4. März 1934 in Oujda, Marokko; † 18. Februar 2019 in Marokko) war ein französischer Schwimmer.
Broussard war Mitglied des Schwimmvereins Girondins de Bordeaux. Bei den Olympischen Sommerspielen 1956 in Melbourne gehörte er der französischen Mannschaft an. Im Wettbewerb über 200 Meter Brust qualifizierte er sich als Dritter seines Vorlaufs für das Finale. Dort wurde er wegen Anwendung einer regelwidrigen Schwimmtechnik disqualifiziert.